# Masiela Lusha

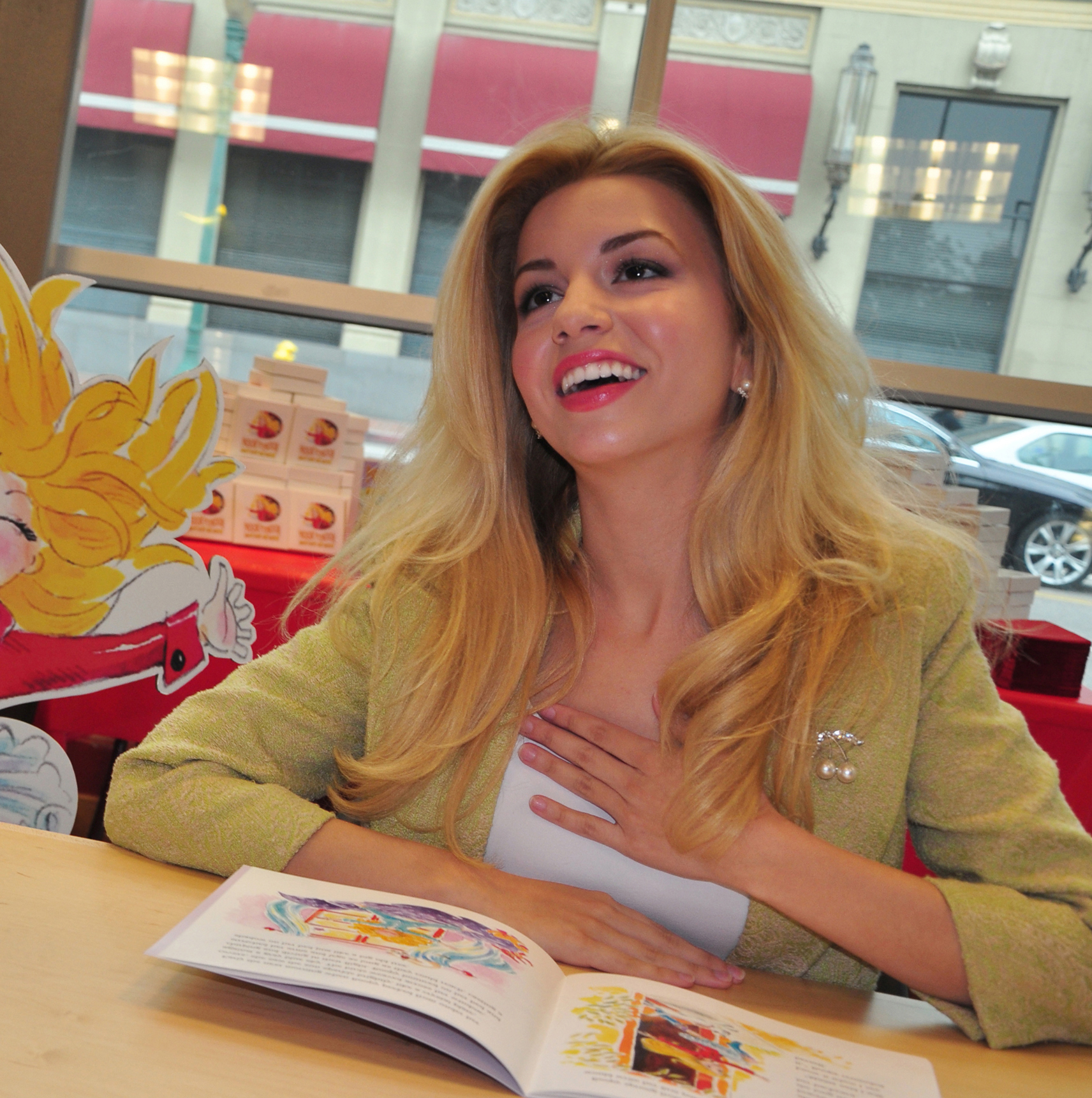
Masiela Lusha (2010)

Masiela Lusha (* 23. Oktober 1985 in Tirana, Albanien) ist eine albanisch-US-amerikanische Schauspielerin und Schriftstellerin. Sie wurde bekannt durch die Rolle der Carmen Lopez in der ABC erfolgreichen Sitcom George Lopez, in der sie von 2001 bis 2006 spielte und die ihr Kritikerpreise wie den Young Artist Award einbrachte. Seit dem Ende der Serie spielte Lusha vor allem in Kinofilmen wie Muertas (2006), Time of the Comet (2007) und Blood: The Last Vampire (2009).

## Leben und Wirken
Masiela Lusha wuchs zunächst in der albanischen Hauptstadt Tirana auf. Ihre Eltern zogen später nach Budapest und danach nach Wien. Als Masiela sieben Jahre alt war, reiste ihre Familie nach Michigan, USA. Dort begann sie ihre vierte Sprache zu lernen, Englisch. Schon mit zwölf veröffentlichte sie ihr erstes selbstillustriertes Buch in Englisch und Albanisch.
Masiela fing früh an zu modeln. Danach entdeckte sie ihre Leidenschaft für die Schauspielerei, und so bekam sie auch die Rolle der Carmen Lopez in The George Lopez Show.
Masiela Lusha besuchte das Glendale Community College. Danach wechselte sie in der University of California, Los Angeles, wo sie Kunst, Film und Literatur studiert.

## Filmografie (Auswahl)
- 2000: Father's Love
- 2001: Summoning

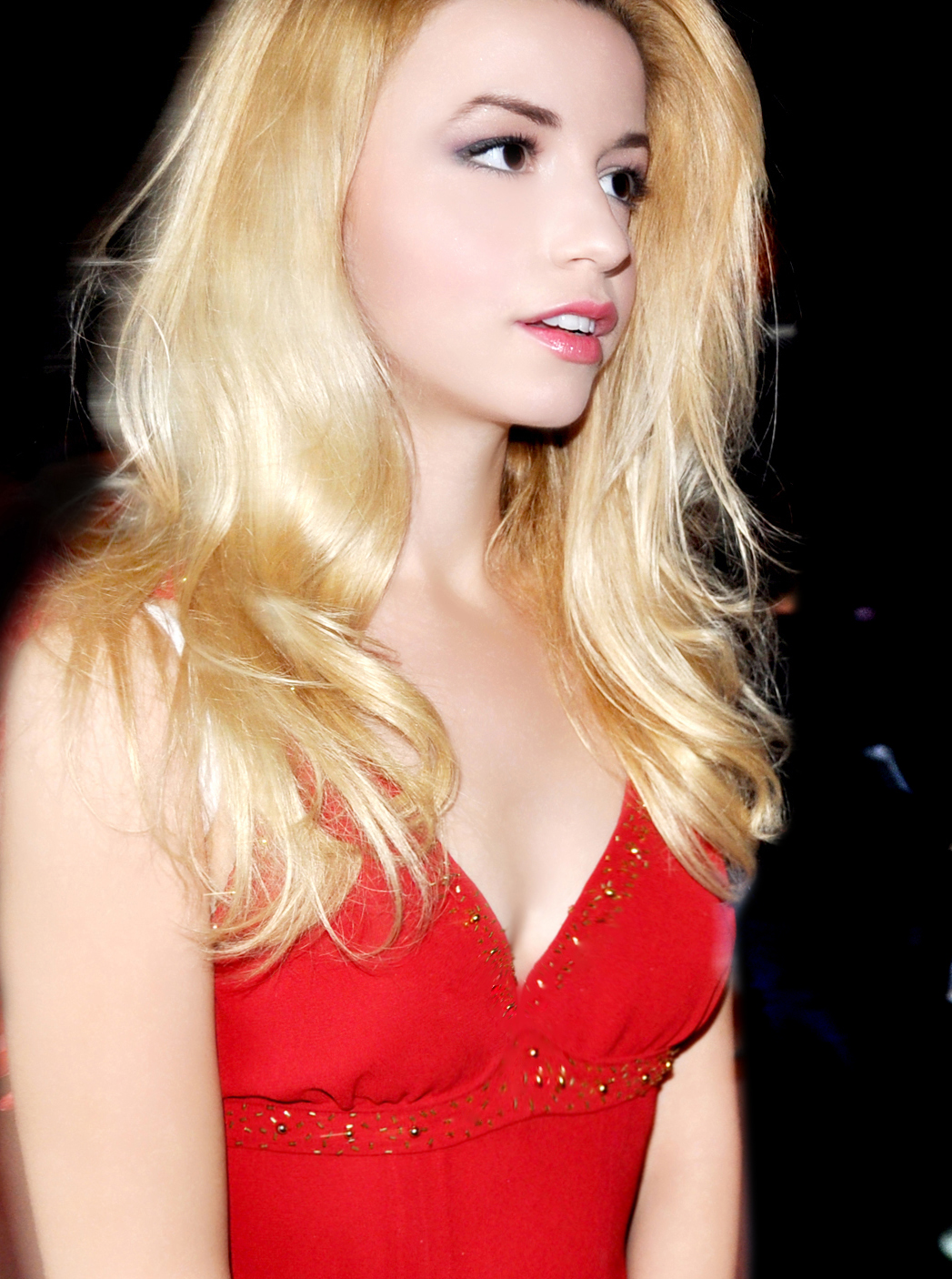
Masiela Lusha (2010)

- 2001: Lizzie McGuire (Fernsehserie, Episodenrolle)
- 2002: Las Muertas de Juarez
- 2002–2007: George Lopez (Fernsehserie, 104 Episoden)
- 2003–2005: Clifford, der kleine rote Hund (Clifford's Puppy Days, Fernsehserie, 17 Episoden)
- 2004: Cherry Bomb
- 2006: Criminal Intent – Verbrechen im Visier (Law & Order: Criminal Intent, Fernsehserie, Episodenrolle)
- 2007: Muertas
- 2007: Time of the Comet
- 2009: Blood – The Last Vampire
- 2009: Ballad of Broken Angels: Harmony
- 2010: Tötet Katie Malone (Kill Katie Malone)
- 2012: The Architect
- 2013: Orc Wars (Dragonfyre)
- 2014: Of Silence
- 2014: Fatal Instinct
- 2014: Anger Management (Fernsehserie, Episodenrolle)
- 2016: Sharknado 4 (Sharknado: The 4th Awakens, Fernsehfilm)
- 2017: Sharknado 5: Global Swarming (Fernsehfilm)
- 2017: Branded
- 2017: Forgotten Evil (Fernsehfilm)
- 2017: Lopez (Fernsehserie, Episodenrolle)
- 2018: Sharknado 6: The Last One (The Last Sharknado: It’s About Time, Fernsehfilm)
- 2019: My Best Friend's Christmas (Fernsehfilm)

## Werke (Auswahl)

### Lyrik
- Inner Thoughts (1998)
- Drinking the Moon (2005)
- Amore Celeste (2009)
- The Call (2011)
- The Living Air (2016)

### Prosa
- Besa (2008)

### Kinderbücher
- Boopity Boop! Writes Her First Poem (2010)
- Boopity Boop! Goes To Hawaii (2011)

## Awards und Nominierungen
- Young Artist Awards
  - 2003: Best Performance in a Television Series (Comedy or Drama) – George Lopez (gewonnen)
  - 2003: Best Performance in a Voice-Over Role – Clifford's Puppy Days (nominiert)
  - 2004: Best Performance in a Television Series (Comedy or Drama) – George Lopez (gewonnen)